# Proyecto MK Ultra
El proyecto MK Ultra, MKUltra, o también referido en ocasiones como programa de control mental de la CIA, es el nombre en clave dado a un programa secreto e ilegal diseñado y ejecutado por la Agencia Central de Inteligencia (CIA) de los Estados Unidos para experimentación en seres humanos sin su debido consentimiento. Estos ensayos en humanos estaban destinados a identificar y desarrollar nuevas drogas y procedimientos para utilizarlos en interrogatorios y torturas, con el fin de debilitar al individuo y forzarlo a confesar a partir de técnicas de control mental y tortura psicológica.
El proyecto fue organizado por la División de Inteligencia Científica de la CIA en coordinación con el Cuerpo Químico de la Dirección de Operaciones Especiales del Ejército de los Estados Unidos. El programa se inició en la década de 1950, oficialmente sancionado en 1953, y no fue hasta 1964 cuando empezó a reducir paulatinamente sus actividades, reduciéndolas aún más en 1967 y descontinuado oficialmente en 1973.
El programa estuvo dedicado a muchas actividades ilegales, en particular al uso de ciudadanos estadounidenses y canadienses como sujetos de prueba en contra de su voluntad, lo que llevó a cuestionar su legitimidad. MK Ultra utilizó diversas metodologías para manipular el estado mental de los sujetos de prueba, como la terapia de shock, la alteración de sus funciones cerebrales con la administración de drogas como LSD y otras sustancias químicas, la hipnosis, la privación sensorial, el aislamiento, diversas formas de tortura, y abusos verbales y sexuales.
El alcance de MK Ultra fue amplio, realizándose investigaciones en 80 instituciones, incluyendo 44 colleges y universidades, así como hospitales, cárceles y compañías farmacéuticas. Los operarios de la CIA utilizaban estas instituciones como organizaciones fachada, aunque muchas veces los altos cargos de estos lugares eran conscientes de las actividades que la CIA realizaba. Años más tarde, la Corte Suprema de Estados Unidos definiría el programa de esta forma:

Preocupado por «la investigación y desarrollo de armas químicas, biológicas, radiológicas y materiales capaces de emplearse en operaciones clandestinas para el control del comportamiento humano», el programa consistió en 149 subproyectos que la agencia contrató a varias universidades, fundaciones dedicadas a la investigación e instituciones similares. Participaron al menos 80 instituciones y 185 investigadores privados. Debido a que la CIA financió MK Ultra indirectamente, muchas de las personas que participaban no sabían que se trataba de la agencia.

El proyecto MK Ultra atrajo la atención de la opinión pública en 1975, cuando el Comité Church del Congreso de Estados Unidos, que investigaba los abusos cometidos por los servicios de inteligencia en las décadas precedentes, y la Comisión presidencial acerca de las actividades de la CIA dentro de Estados Unidos bajo de la presidencia de Gerald Ford (conocida como Comisión Rockefeller), investigaron las actividades ilegales cometidas por el organismo en territorio estadounidense. Sus esfuerzos se vieron obstaculizados por el director de la CIA, Richard Helms, que ordenó destruir todos los documentos sobre MK Ultra. Las investigaciones del Comité Church y la Comisión Rockefeller se tuvieron que basar en los testimonios jurados de participantes directos y en el pequeño número de documentos que sobrevivieron a los intentos de destrucción.
En 1977, una solicitud a la Ley por la Libertad de la Información permitió descubrir un fondo con 20.000 documentos relacionados con MK Ultra, que condujo a nuevas audiencias en el Senado ese mismo año. En julio de 2001, algunos restos residuales de información sobre MK Ultra que aún eran secretos fueron desclasificados.

## Desarrollo del programa

### Nombre
Es un criptónimo CIA en que el dígrafo MK representa arbitrariamente al Equipo de Servicios Técnicos de la CIA en los años 1950 y los 1960, mientras que 'Ultra' es una palabra arbitraria de un diccionario utilizada para nombrar dicho proyecto.

### Orígenes
El programa MK Ultra se inició por orden de Allen Dulles, el director de la CIA, en 1953. El primer jefe del programa fue Sidney Gottlieb. El objetivo principal era producir una droga que obligara al sujeto a decir la verdad. No obstante, había aproximadamente 150 proyectos de investigación en el programa, y aún no se conoce el propósito de todos ellos.

### Metas
La Agencia gastó decenas de millones de dólares de entonces en estudios para controlar o influenciar la mente humana, y así mejorar sus capacidades de extraer información de los individuos resistentes a los interrogatorios.
Algunos historiadores creen que crear un sujeto tipo "candidato manchú" a través de técnicas de "control mental" era una de las metas de MK-ULTRA y otros proyectos de la CIA relacionados: una persona manipulada mentalmente para cometer actos —como un asesinato— sin saber que ha sido programada para hacerlo. Alfred McCoy afirmó que la CIA trataba de enfocar la atención de los grandes medios de comunicación en estos "programas ridículos", para distraerlos de las metas primarias de ellos, las cuales eran desarrollar métodos eficaces de tortura e interrogatorio. Estos autores citan, como un ejemplo, el hecho de que los manuales de interrogación KUBARK de la CIA se refieren a "estudios en la Universidad McGill", y la mayor parte de las técnicas a las que se refiere KUBARK son exactamente las mismas que Ewen Cameron usaba en sus sujetos de prueba (terapia de shock, privación sensorial, drogas, aislamiento, etc).
Un documento de 1955 de MK-ULTRA da indicios del estado y de la magnitud del esfuerzo; este documento da cuenta de un estudio con drogas que alteran la consciencia como sigue:

1. Sustancias que promovían el pensamiento ilógico y la impulsividad hasta el punto en que el sujeto perdía credibilidad en público.
2. Sustancias que aumentaban la eficacia de la mentalización y de la percepción.
3. Materiales que prevenían o contrarrestaban los efectos del alcohol.
4. Materiales que promovían los efectos intoxicantes del alcohol.
5. Materiales que producen síntomas y signos de enfermedades reconocibles en forma reversible de manera que pueden ser usados para hacer creer a las personas que están enfermas, etc.
6. Materiales que ayudan a una inducción rápida de hipnosis o potencian su utilidad.
7. Sustancias que mejoraban las capacidades de los individuos para soportar la privación sensorial, la tortura y la coerción durante la interrogación y el así llamado "lavado de cerebro".
8. Materiales y métodos físicos que producen amnesia para los eventos precedentes o durante su uso.
9. Métodos físicos para producir shock y confusión durante periodos extendidos de uso y uso subrepticio.
10. Sustancias que producen incapacidad física como parálisis de las piernas, anemia aguda, etc.
11. Sustancias que producen euforia "pura" sin depresión posterior.
12. Sustancias que alteran la estructura de la personalidad de tal manera que el receptor se ve facilitado a ser dependiente de otra persona.
13. Un material que produce confusión mental como la del tipo que en la que el individuo se ve impedido a cuestionar las órdenes que se le dan.
14. Sustancias que reducen la ambición y la eficiencia laboral cuando son administradas en cantidades indetectables.
15. Sustancias que promueven déficit auditivos o visuales, preferiblemente sin efectos permanentes.
16. Una píldora Nocaut que puede ser dada subrepticiamente en bebidas, comida, cigarros, como aerosol, etc., que debía ser segura de usar produciendo amnesia, y portátil para ser usada por agentes de campo.
17. Un material que pudiera ser administrado subrepticiamente por las vías descritas anteriormente, y que en pequeñas dosis hiciera que un hombre quedara completamente inhabilitado.

## Experimentos en Estados Unidos
Algunos de los elementos usados en el programa eran la radiación y la droga LSD. También se usaron los barbitúricos y las anfetaminas simultáneamente, un proceso que se abandonó porque la muerte del interrogado era demasiado frecuente. Se utilizaban también muchas otras drogas. Los sujetos de las pruebas eran empleados de la CIA, personal militar, médicos, otros agentes del gobierno, indigentes, prostitutas, pacientes con enfermedades mentales y miembros de la sociedad, muchas veces sin que los involucrados supieran lo que se hacía con ellos ni se solicitara su consentimiento.  El proyecto MK Ultra consumía el 6% de los fondos de la CIA en 1953.

### Drogas
No se tiene claridad con respecto al conjunto de drogas utilizadas durante la vigencia del programa. Se sabe con seguridad todas eran drogas que causaban lesiones cerebrales, obligando al sujeto de prueba a ver cosas y a hacer lo que demandaban los agentes de la CIA. 
Los primeros esfuerzos se centraron en el LSD, que más tarde llegó a dominar muchos de los programas de MK-ULTRA. Los experimentos incluían su administración a empleados de la CIA, otros agentes de fuerzas militares o público civil, con el fin de estudiar sus reacciones. Tanto el LSD como otras drogas se administraron por lo general sin un consentimiento informado del sujeto, una violación del Código de Núremberg que los Estados Unidos accedieron a seguir después de la Segunda Guerra Mundial.
Los esfuerzos para "reclutar" a los sujetos eran a menudo ilegales. En la Operación Clímax de medianoche, la CIA estableció varios burdeles para obtener una selección de los hombres para los que sería demasiado vergonzoso hablar sobre los acontecimientos. Estos fueron expuestos al LSD y los burdeles estaban equipados con espejos de un solo sentido. Las sesiones fueron filmadas para su posterior visualización y estudio. La participación de algunos de los sujetos fue de común acuerdo y, en muchos de estos casos, los sujetos parecían ser elegidos para los experimentos más extremos. En un caso, a los voluntarios se les dio el LSD durante 77 días consecutivos.  El LSD fue desestimado finalmente por los investigadores de MK-ULTRA como demasiado imprevisible en sus resultados.

### Hipnosis
"Aumentar hipnóticamente la capacidad de observar y recordar complejos arreglos de los objetos físicos", y el estudio de la "relación de la personalidad con la susceptibilidad a la hipnosis".

## Amplicación del programa a Canadá
Los experimentos fueron exportados a Canadá cuando la CIA reclutó al psiquiatra escocés Donald Ewen Cameron, creador del concepto de "conducción psíquica" en el cual la CIA estaba particularmente interesada. Cameron deseaba corregir la esquizofrenia por medio del borrado de memorias existentes y reprogramación de la psique. Se trasladó desde Albany (Nueva York) a Montreal semanalmente para trabajar en el Allan Memorial Institute de la Universidad McGill, siendo pagado por la Agencia con US$69 000 desde 1957 a 1964 para realizar allí los experimentos del MK ULTRA.
Además del LSD, Cameron experimentó con varias drogas paralizantes y también con terapia electroconvulsiva a 30-40 veces la dosis de electricidad recomendada. Sus experimentos conductistas consistieron en poner a los sujetos en estado de coma inducido por medicamentos durante semanas (hasta tres meses en un caso) mientras se reproducían sonidos repetidos o simples declaraciones repetitivas. Sus experimentos se llevaron a cabo normalmente sobre pacientes que habían entrado en el instituto por problemas menores, como los trastornos de ansiedad y la depresión posparto, muchos de los cuales sufrieron daño permanente a causa de sus acciones.
Sus tratamientos produjeron en sus víctimas incontinencia, amnesia, olvidaron cómo hablar, olvidaron a sus padres, o pensaron que sus interrogadores eran sus padres. Su obra se inspiró y fue paralela a la del psiquiatra británico Dr. William Sargant en el Hospital Santo Tomás (Londres), y en el Hospital Belmont (Surrey), que también estuvo implicado con los Servicios de Inteligencia y que experimentó en gran medida sobre sus pacientes sin su consentimiento, causando daños similares a largo plazo. El Dr. Cameron y el Dr. Sargant son los dos únicos experimentadores canadienses identificados, pero el archivo MK ULTRA hace referencia a muchos otros médicos no identificados que fueron reclutados por la CIA.
Durante esta época Cameron se hizo conocido en todo el mundo como el primer presidente de la Asociación Mundial de Psiquiatría, así como presidente de la Asociación Americana de Psiquiatría y de la Asociación Canadiense de Salud Mental. Cameron también fue un miembro del tribunal médico de Núremberg en el bienio 1946-47.

## Revelación
En diciembre de 1974, el New York Times informó sobre las actividades ilegales domésticas de la CIA, mencionando unos experimentos con ciudadanos estadounidenses. Pronto siguieron investigaciones del Congreso y la Comisión Rockefeller. Las investigaciones demostraron que el doctor Frank Olson había muerto por una caída desde la ventana después de la administración de drogas. Sin embargo, la familia Olson consiguió reabrir el caso en 1994, tras exhumar el cuerpo y hallar indicios de homicidio. La investigación, sin embargo, no consiguió encontrar pruebas concluyentes y cerró el caso en 1996. También se demostró que las personas sometidas a los experimentos no habían dado su consentimiento.

### Cronograma
En 1973, el director de la CIA Richard Helms ordenó que todos los archivos de MK ULTRA fueran destruidos. En virtud de esta orden, la mayoría de los documentos de la CIA en relación con el proyecto fueron eliminados, lo que hace imposible una investigación completa de MK ULTRA.
En diciembre de 1974, The New York Times informó de que la CIA había llevado a cabo actividades ilegales dentro de los Estados Unidos, incluidos experimentos sobre ciudadanos estadounidenses, durante la década de 1960. Ese informe provocó investigaciones del Congreso de los Estados Unidos, que formó a tal efecto la Comisión Church, así como la formación de una comisión presidencial conocida como la Comisión Rockefeller, que investigó las actividades domésticas de la CIA, el FBI, y las agencias relacionadas con la inteligencia militar.
En el verano de 1975, el informe de la Comisión Church y el de la Comisión Rockefeller hicieron público por primera vez que la CIA y el Departamento de Defensa habían llevado a cabo experimentos con seres humanos inconscientes y conscientes como parte de un amplio programa sobre la influencia y control del comportamiento humano mediante el uso de psicofármacos como el LSD y la mescalina y otras sustancias químicas y biológicas, así como otros medios psicológicos. También se reveló que al menos una persona había muerto después de la administración de LSD. Mucho de lo que el Comité Church y la Comisión Rockefeller aprendieron acerca del programa MK ULTRA estaba contenido en un informe, preparado por la Oficina del Inspector General en 1963, que había sobrevivido a la destrucción de los registros ordenados en 1973. Sin embargo, contenía pocos detalles.
La comisión investigadora del Congreso acerca de la CIA, presidida por el senador Frank Church, concluyó que "el previo consentimiento fue, obviamente, algo que no se obtuvo de ninguno de los sujetos". El Comité tomó nota de que los experimentos, "auspiciados por estos investigadores... colocaron en tela de juicio la decisión de los organismos de no fijar directrices para los experimentos".
Siguiendo las recomendaciones de la Comisión Church, el presidente Gerald Ford en 1976 emitió la primera Orden Ejecutiva sobre Actividades de Inteligencia que, entre otras cosas, prohíbía "la experimentación con drogas en seres humanos, excepto con el consentimiento informado, por escrito y con el testimonio una parte desinteresada, de cada sujeto humano" y de conformidad con las directrices emitidas por la Comisión Nacional. En las órdenes posteriores de los presidentes Carter y Reagan se amplió la directiva para que se aplicara a cualquier experimentación humana.
A causa de las revelaciones sobre los experimentos de la CIA, surgieron historias similares en relación con los experimentos del Ejército de los Estados Unidos. En 1975, el secretario del Ejército dio instrucciones al inspector General del Ejército para llevar a cabo una investigación. Entre las conclusiones del inspector General está la existencia de un memorando escrito en 1953 por el entonces Secretario de Defensa Charles Erwin Wilson. Estos documentos muestran que la CIA participó en al menos dos de los comités del Departamento de Defensa durante 1952. Estos hallazgos del comité condujeron a la emisión del "Memorándum Wilson", que ordenaba —de acuerdo con los protocolos del Código de Núremberg— que solo se utilizaran voluntarios para operaciones experimentales en las fuerzas armadas de los EE. UU. En respuesta a la investigación del inspector General, el memorando de Wilson fue desclasificado en agosto de 1975.
Con respecto a las pruebas de drogas en el Ejército, el inspector General encontró que "las pruebas reflejan claramente que todas las consideraciones médicas posibles fueron observadas por los investigadores profesionales en los laboratorios de investigación médica". Sin embargo, el inspector General también encontró que los requisitos exigidos por el memorando Wilson de 1953 habían sido solo parcialmente efectivos; llegó a la conclusión de que los voluntarios "no fueron informados plenamente, según era necesario, antes de su participación, y los métodos de adquisición de sus servicios, en muchos los casos, no parecían haber estado de acuerdo con la intención de las políticas de la Secretaría que regían el uso de voluntarios por parte del Ejército para la investigación".
En otras ramas de las fuerzas armadas de los Estados Unidos, la Fuerza Aérea por ejemplo, se constató que no se habían adherido a las estipulaciones relativas a los ensayos de drogas voluntaria del Memorando Wilson.
En 1977, durante una audiencia celebrada por el Comité Senatorial Selecto de Inteligencia para profundizar en MK ULTRA, el almirante Stansfield Turner, exdirector de Inteligencia Central, reveló que la CIA había encontrado un conjunto de registros, que constaba de unas 20 000 páginas, que habían sobrevivido a las órdenes de destrucción de 1973 por haber sido almacenados en un centro de registros al que no se suelen aplicar para obtener documentos. Estos archivos se referían al financiamiento de proyectos de MK ULTRA, y como tal contenían algunos detalles de esos proyectos, pero se supo mucho más de ellos que del informe del inspector general de 1963.
En Canadá, el tema tardó mucho más tiempo en aflorar, llegando a ser ampliamente conocido en 1984 en un programa noticioso de la CBC llamado El Quinto estado. Se supo que no solo la CIA había financiado los esfuerzos de Cameron, sino tal vez incluso más chocante, que el gobierno canadiense fue plenamente consciente de ello, y había prestado más tarde otros $ 500 000 en fondos para continuar los experimentos. Esta revelación descarriló en gran medida los esfuerzos de las víctimas para demandar a la CIA como sus homólogos en Estados Unidos, y el gobierno canadiense finalmente llegó a un arreglo extrajudicial indemnizando con $ 100 000 a cada una de las 127 víctimas. Ninguno de los documentos personales del Dr. Cameron de su relación con MK ULTRA sobrevivió, ya que su familia los destruyó después de su muerte a causa de un ataque al corazón mientras practicaba montañismo en 1967.

## Informe de la Oficina de Contabilidad General de los EE. UU.
La Oficina de Contabilidad General de los EE. UU. emitió un informe el 28 de septiembre de 1994, en el que declaró que entre 1940 y 1974, el Departamento de Defensa y otras agencias de seguridad nacional estudiaron a miles de seres humanos en ensayos y experimentos que usaron sustancias peligrosas.
La cita del estudio:

... Al trabajar con la CIA, el Departamento de Defensa dio drogas alucinógenas a miles de soldados "voluntarios"  en las décadas de 1950 y 1960. Además de LSD, el Ejército también analizó quinuclidinilo bencilato, un alucinógeno con nombre en código BZ. Muchas de estas pruebas se llevaron a cabo en el marco del llamado programa MK ULTRA, establecido para luchar contra lo que se percibía como avances soviéticos y chinos en las técnicas de lavado de cerebro. Entre 1953 y 1964, el programa consistió en 149 proyectos de pruebas de drogas y otros estudios sobre sujetos humanos involuntarios ...

## Muertes
Habida cuenta de la destrucción intencional de la CIA de la mayoría de los registros, su incapacidad para seguir protocolos informados de consentimiento con miles de participantes, la naturaleza incontrolada de los experimentos, y la falta de datos de seguimiento, el impacto total de los experimentos de MKULTRA, incluidos los mortales, nunca será conocido.

### Frank Olson
Varias muertes conocidas han sido asociados con el Proyecto MKULTRA, especialmente en la de Frank Olson. Olson, un bioquímico del Ejército de Estados Unidos y experto en armas biológicas, se le dio LSD sin su conocimiento o consentimiento en noviembre de 1953 como parte de un experimento de la CIA y murió en circunstancias sospechosas, una semana después. Un médico de la CIA asignado para vigilar a Olson dijo que dormía en otra cama en una habitación de hotel de Nueva York, cuando Olson saltó desde la ventana y cayó trece pisos falleciendo en el acto. En 1953, la muerte de Olson fue descrita como un suicidio que se produjo durante un episodio psicótico grave. La propia investigación interna de la CIA concluyó que director del Departamento técnico de la CIA Sidney Gottlieb había llevado a cabo el experimento de LSD con el conocimiento previo de Olson, aunque ni Olson, ni los otros hombres que participaron en el experimento fueron informados sobre la naturaleza exacta de la droga administrada hasta unos 20 minutos después de su ingestión. El informe sugiere además que Gottlieb fue, no obstante por una amonestación, había dejado de tomar en cuenta que Olson ya había sido diagnosticado con tendencias suicidas, lo que podría haber sido exacerbado por el LSD.
La familia Olson cuestiona la versión oficial de los acontecimientos. Sostienen que Frank Olson fue asesinado porque, sobre todo a raíz de su experiencia con el LSD, se había convertido en un riesgo de seguridad que podría divulgar secretos de estado asociados con los programas de la CIA altamente clasificados, a muchos de los cuales había tenido conocimiento personal directo. Pocos días antes de su muerte, Frank Olson renunció a su posición como Jefe Interino de la División de Operaciones Especiales en Fort Detrick, Maryland (más tarde Fort Detrick) a causa de una grave crisis moral sobre la naturaleza de su investigación de armas biológicas. Entre las preocupaciones de Olson fueron el desarrollo de materiales para asesinatos utilizados por la CIA, el uso por la CIA de material de guerra biológica en las operaciones encubiertas, la experimentación con armas biológicas en zonas pobladas, la colaboración con ex científicos nazis en Operación Paperclip, investigación de control mental con LSD , el uso de armas biológicas (incluido ántrax ) durante la guerra de Corea, y el uso de drogas psicoactivas durante interrogatorios "terminales" bajo un programa cuyo nombre en código Proyecto ARTICHOKE. Más tarde las pruebas forenses entraron en conflicto con la versión oficial de los hechos, cuando el cuerpo de Olson fue exhumado en 1994, las lesiones craneales indicaron que Olson había sido golpeado hasta quedar inconsciente antes de que cayera por la ventana. El médico forense llamó a la muerte de Olson un "homicidio". En 1975, la familia de Olson recibió un arreglo de $ 750.000 del gobierno de los EE. UU. y disculpas formales del presidente Gerald Ford y director de la CIA William Colby, a pesar de sus disculpas se limitaron a cuestiones relativas al consentimiento informado sobre la ingestión de Olson de LSD.
En su libro de 2009, Una Terrible equivocación, el investigador HP Albarelli Jr. está de acuerdo con la familia Olson y concluye que Frank Olson fue asesinado debido a una crisis de conciencia que hizo que probablemente fuera a divulgar secretos de Estado que afectaban a varios programas de la CIA, el jefe entre ellos el Proyecto ARTICHOKE y un proyecto MKNAOMI llamado en código Proyecto SPAN. Albarelli presenta considerable evidencia en apoyo de su teoría de que el Proyecto SPAN implicó la contaminación de los suministros de alimentos y la pulverización de aerosoles de una potente mezcla de LSD en la aldea de Pont-Saint-Esprit, Francia en agosto de 1951. (La palabra francesa "pont" se traduce como "puente" en inglés, un sinónimo es "span"). El incidente de Pont-Saint-Esprit dio lugar a la psicosis colectiva, el internamiento de 32 personas en instituciones mentales, y al menos siete muertes. En su trabajo como Jefe Interino de la División de Operaciones Especiales, Olson estuvo involucrado en el desarrollo de los sistemas de aerosol, que estuvo presente en Pont-Saint-Esprit, en agosto de 1951, y varios meses antes de que él renunciara a su cargo, había sido testigo de un interrogatorio terminal llevado a cabo en Alemania el marco del Proyecto ARTICHOKE. Otros investigadores han llegado a conclusiones similares a Albarelli, incluyendo John Grant Fuller, autor de El día del Fuego de San Antonio, un libro de referencia que en un principio citó al cornezuelo de centeno como la intoxicación responsables de los hechos en Pont-Saint-Esprit.

### Harold Blauer
Otra víctima conocida del Proyecto MKULTRA fue Harold Blauer, un jugador de tenis profesional en Nueva York, quien murió en enero de 1953 como resultado de un experimento secreto del Ejército de participación de MDMDA.

## Cuestiones legales que involucran el consentimiento informado
Las revelaciones sobre la CIA y el Ejército generó que un número de sobrevivientes a sus experimentos presentasen demandas judiciales contra el gobierno federal por llevar a cabo experimentos ilegales. Aunque el gobierno de forma agresiva, y, a veces con éxito, trató de evitar la responsabilidad legal, varios demandantes recibieron una indemnización por orden judicial, la solución extrajudicial de la cancha, o los actos del Congreso. La familia Frank Olson recibió 750.000 dólares por una ley especial del Congreso, y tanto el presidente Ford y director de la CIA William Colby, se reunieron con la familia de Olson a pedir disculpas públicamente.
Anteriormente, la CIA y el Ejército había buscado activamente y con éxito retener información incriminatoria, aun cuando en secreto ya se había indemnizado a las familias. Uno de los sujetos de la experimentación de drogas Ejército, James Stanley, sargento del Ejército, interpuso una demanda importante, aunque sin éxito. El gobierno argumentó que Stanley se le prohibió demandar en virtud de una doctrina legal conocida como la doctrina Feres, tras un 1950 de la Corte Suprema, Feres contra los Estados Unidos - que prohíbe a los miembros de las Fuerzas Armadas de demandar al gobierno por cualquier daño que se habían cometido "como incidente de servicio"
En 1987, el Supremo Tribunal de Justicia afirmó esta defensa en una decisión 5-4 que desestimó el Caso Stanley . La mayoría sostuvo que "una prueba de la responsabilidad que depende de la medida en que se adapta a todo, se pondría en cuestión la disciplina militar y la toma de decisiones, requiriendo investigación judicial, y por lo tanto intrusión en los asuntos militares". En la disidencia, el Juez William Brennan argumenta que la necesidad de preservar la disciplina militar no debe proteger al gobierno de la responsabilidad y el castigo de graves violaciones de los derechos constitucionales:

Los juicios médicos en Nuremberg en 1947 impresionaron profundamente al mundo a que la experimentación con seres humanos sin saberlo es inaceptable, tanto moral y como legalmente . El Tribunal Militar de Estados Unidos estableció el Código de Nuremberg como un estándar contra el cual juzgar los científicos alemanes que experimentaron con seres humanos ... . En el desafío de este principio, los funcionarios de inteligencia militar ... comenzaron subrepticiamente pruebas materiales químicos y biológicos, como el LSD en seres humanos. 
 Juez William Brennan 

No hay ninguna regla modelada judicialmente en la que deba aislarse la responsabilidad de la experimentación humana , involuntaria y desconocida que habrían ocurrido en este caso. De hecho, como observa el juez Brennan, Estados Unidos desempeñó un papel instrumental en la enjuiciamiento penal de oficiales nazis que realizaron experimentos con seres humanos durante la Segunda Guerra Mundial, y las normas que los Tribunales Militares de Nuremberg  desarrollaron para juzgar el comportamiento de los acusados declararon que el consentimiento  "voluntario del sujeto humano es absolutamente esencial ... para satisfacer los conceptos morales, éticos, y jurídicos. Si este principio se viola, como mínimo, que la sociedad puede hacer es ver que las víctimas sean indemnizadas, como pueden ser, por los autores.
Jueza Sandra Day O'Connor

Este es el único caso en la Corte Suprema que aborda la aplicación del Código de Núremberg a la experimentación patrocinada por el gobierno de los EE. UU. Aunque la demanda no tuvo éxito, las opiniones disidentes pusieron al Ejército-y por asociación a todo el Gobierno-sobre aviso de que el uso de personas sin su consentimiento es inaceptable. La limitada aplicación de la Código de Núremberg en los tribunales de EE. UU. no restringe la competencia de los principios que propugna, especialmente a la luz de historias de caso omiso a estos principios que apareció en los medios de comunicación y la literatura profesional durante los años 1960 y 1970 y finalmente las políticas adoptadas a mediados de la década de 1970.
En otro juego de la ley, Wayne Ritchie, ex Marshall de los Estados Unidos, después de oír hablar de los proyectos existentes en 1990, alegó que la CIA mezcló los alimentos o bebidas con LSD en una fiesta de Navidad 1957 que culminó en su tentativa de cometer un robo en un bar y su posterior detención. Mientras que el gobierno admitió que era, en ese momento, estaba drogando a las personas sin su consentimiento, el Juez de Distrito de EE. UU. Marilyn Hall Patel encontró que Ritchie no podía probar que era una de las víctimas de MKULTRA o que el LSD estimulara su intento de robo y desestimó el caso en 2007.

## Grado de la participación
Cuarenta y cuatro universidades estadounidenses, 15 fundaciones de investigación o químicas o compañías farmacéuticas y similares incluyendo Sandoz (actualmente Novartis) y Eli Lilly & Co., 12 hospitales o clínicas (además de los relacionados con las universidades), y tres cárceles se sabe que han participado en MKULTRA.

## Personas notables
Una cantidad considerable de evidencia circunstancial creíble sugiere que Theodore Kaczynski, también conocido como el Unabomber, participó en los experimentos de MKULTRA patrocinados por la CIA y llevados a cabo en la Universidad de Harvard desde el otoño de 1959 hasta la primavera de 1962. Durante la Segunda Guerra Mundial, Henry Murray, el investigador principal en los experimentos de Harvard, sirvió en la Oficina de Servicios Estratégicos (OSS), lo que fue el precursor de la CIA. Murray solicitó una subvención financiada por la Marina de Estados Unidos, y sus experimentos de Harvard cerca de estrés se parecía mucho a los dirigidos por el OSS. Empezando a la edad de dieciséis años, Kaczynski participó junto con veintiún otros estudiantes de pregrado en los experimentos de Harvard, que han sido descritos como "inquietantes" y "éticamente indefendibles."
Ken Kesey, de los Merry Prankster, autor de One Flew Over the Cuckoo's Nest, hizo de voluntario para los experimentos MKULTRA cuando era estudiante en la Universidad de Stanford. La ingestión de LSD de Kesey en estos experimentos condujo directamente a su promoción generalizada de la droga y el posterior desarrollo de cultura hippie.
Robert Hunter es un letrista, compositor y cantante, traductor y poeta estadounidense conocido por su asociación con Jerry García y la Grateful Dead. Junto con Ken Kesey, Hunter fue un voluntario de los primeros sujetos de prueba MKULTRA en la Universidad de Stanford. Los sujetos de Stanford de prueba fueron pagados para tomar LSD, psilocibina y mescalina, para luego informar de sus experiencias. Estas experiencias fueron creativamente formativas para Hunter:

Cada foto de ti mismo derramando una cáscara de color morado con crestas de espuma de cristal cae casi blandas caen hasta el mar de niebla de la mañana-muy-fluente en voz baja ... y entonces una especie de conglomerado en cascada de tintineos de campana como (debo de tomar de la mano, de vez en cuando lentamente ) y de repente en un repique de plata vibrantes sin comprender, la sangre cantando, alegremente como campanas .... Por mi fe, si esto es la locura, a continuación, para el amor de Dios me permite seguir siendo una locura. 
 McNally 42-43

Candy Jones, modelo estadounidense y locutora de radio, dijo haber sido víctima de control mental en los años 60s.
El mafioso fugitivo James "Whitey" Bulger se ofreció voluntariamente para probar drogas psicoactivas mientras estaba en la cárcel.
Lawrence Teeter, abogado del asesino Sirhan Sirhan, afirmó  Sirhan estaba bajo la influencia de hipnosis cuando disparó su arma contra Robert F. Kennedy en 1968. Teeter vinculó el programa de la CIA Operación MK Ultra a las técnicas de control mental que, según él fueron utilizados para el control de Sirhan.
Jonestown, la ubicación en Guyana del culto de Jim Jones y el suicidio en masa del Templo del Pueblo, se pensó que era un sitio de prueba para experimentos médicos de control mental MKULTRA y después del fin oficial del programa. El congresista Leo Ryan, un conocido crítico de la CIA, fue asesinado por miembros del Templo del Pueblo después de que él personalmente visitó Jonestown para investigar diversas irregularidades.

## MK Ultra en las teorías de la conspiración
Debido a su naturaleza secreta y a la destrucción de la mayoría de los registros, MK Ultra ha sido y es, fuente de múltiples teorías de conspiración. Dicho flujo ha servido para su renuencia por los escépticos.